# Faith (Dakota del Sud)
Faith è un comune degli Stati Uniti d'America, situato in Dakota del Sud, nella contea di Meade.